# Víctor Moré i Verdaguer
Víctor Moré i Verdaguer (Barcelona, 1891 - Canovelles, 1967) fou un escultor català. Va formar-se a l'Escola de la Llotja i va completar la seva formació a Brussel·les, on seria premiat a l'Exposició Universal de 1911. De retorn a Barcelona va realitzar diverses exposicions, participant activament als salons de Primavera dels anys 30 del segle xx. Va col·laborar amb diversos escenògrafs locals i va destacar com a retratista professional.